# 中村静興
中村 静興（なかむら せいこう、1864年4月21日（元治元年3月16日） - 1927年（昭和2年）4月22日）は、日本の医師、政治家。衆議院議員（1期）。

## 経歴
鹿児島県出水郡阿久根村（後の阿久根町、阿久根市）。1890年、第五高等中学校医学部(のち長崎医学専門学校→長崎医科大学、現・長崎大学医学部)、1893年、東京帝国大学専科、1900年、伝染病研究所(のち東京大学医科学研究所)研究科卒。医師を開業する。阿久根村で温泉を経営し、阿久根村会議員、出水郡会議員、出水郡医師会長、鹿児島県医師会代議員、日本医師会代議員となる。
1917年の第13回衆議院議員総選挙において鹿児島県郡部から無所属で立候補して当選した。衆議院議員を1期務め、1920年の第14回衆議院議員総選挙には立候補しなかった。1927年死去。